# پارینتیس
پارینتیس یک شهرداری است که در ایالت آمازوناس (برزیل) ، برزیل واقع شده است.

جشنواره های محبوب :
- اجرا یا نمایش مجدد از مصائب مسیح
- جشنواره مردمی
- جشنواره پارینتیس
- جشنواره ماهیگیری
- جشنواره تابستان
- جشنواره تابستانی کابوری
- کمپین "عیسی، آب حیات"
- جشنواره موسیقی مقدس
- سالگرد شهر پارینتیس
- جشنواره پاستورینهاس

خواهر خواندگان پارینتیس :
- اولیندا ، برزیل
- مانائوس ، برزیل
- استانبول ، ترکیه
- مونتگمری (آلاباما) ، ایالات متحده آمریکا
- نایروبی ، کنیا
- اقصر ، مصر